# Microcerella aulacophyto
Microcerella aulacophyto är en tvåvingeart som beskrevs av Thomas Pape 1990. Microcerella aulacophyto ingår i släktet Microcerella och familjen köttflugor. Inga underarter finns listade i Catalogue of Life.